# 鹏田乡
鹏田乡，是中国江西省抚州市临川区所辖的一个乡。

## 行政区划
鹏田乡下辖以下村级行政区划单位
鹏田街社区、鹏田村、碑背村、谢家村、里修村、楠木村、淇塘村、陈坊村、符仓村和于家村。